# Estación Central de Gotemburgo
La Estación Central de Gotemburgo (en sueco: Göteborgs centralstation, Göteborg C) es la principal estación de ferrocarril de Gotemburgo, Suecia. La estación recibe 27 millones de pasajeros al año, lo que la convierte en la segunda estación de tren más activa de Suecia después de la Estación Central de Estocolmo.
La estación fue diseñada por Adolf W. Edelsvärd, se abrió el 4 de octubre de 1858 y está situada en la ciudad de Gotemburgo, al lado de Drottningtorget. La estación central de Gotemburgo, Centralhuset y Nils Ericson Terminalen son una parte de Resecentrum, Göteborg. La estación central de Gotemburgo es propiedad y está administrado por Jernhusen.